# Campeonato Mundial de Futsal de 2024 (FIFUSA)
El Campeonato Mundial Masculino Mayores de Selecciones de Fútbol de Salón FIFUSA 2024 fue la octava edición de dicho torneo. Se disputó en la ciudad de Bucaramanga en el departamento de Santander en Colombia, del 13 al 22 de septiembre de 2024. El torneo lo organizó la Federación Internacional de Fútbol de Salón (FIFUSA) y la Asociación Colombiana de Clubes de Fútbol de Salón (ACFS). Este fue el sexto mundial que se disputó y se desarrolló en el marco de la guerra deportiva entre la AMF vs. FIFUSA por el dominio del fútbol de salón luego de la división que se generó por la refundación de la FIFUSA a mediados del 2022 separándose de la política de la AMF.
FIFUSA volvió a organizar un mundial después de 24 años, el último había sido el mundial de Bolivia 2000.En el torneo participaron 17 equipos cuando tenían contemplado en un principio 20. Al final Colombia logró el título ganándole por 2 a 1 a Brasil.
- Argentina venía de ser campeón del mundial AMF 2019 y al desafiliarse de la misma jugó el mundial de FIFUSA con el atenuante de ser campeón de la competencia.
- Se incluye y suman los goles de los partidos cancelados por escritorio debido a la falta de asistencia de los equipos de  Canadá,  Kenia y  República Democrática del Congo.
- Perú estaba previamente clasificado al mundial en el grupo A. Sin embargo por motivos desconocidos declinaron su participación del torneo y por esa razón se le quitó un cupo a Sudamérica.  Canadá tomó su lugar como también la zona de Norteamérica.
- Las selecciones de  Canadá,  Haití y  Pakistán no se presentaron en la primera fecha del torneo. Canadá y Haití tenían las delegaciones incompletas y Pakistán llegó dos días después de la inauguración del mundial.

## Elección de la sede
- Colombia[7]
- China
- Pakistán[8]

La Federación Internacional de Fútbol de Salón en primera instancia dejo como candidatos para realizar el mundial a China y Pakistán en su programación hecha luego de disputarse la primera continental Cup en Colombia a mediados de 2022. Delegaron y acordaron que China podría hacer el torneo en 2024 y de no ser así Pakistán haría el mundial en 2023.
Pasó un año y medio siendo 5 de diciembre de 2023 poco después de haber concluido el mundial de AMF realizado en México (ganado por Paraguay) y en ese día la FIFUSA revirtió su decisión y descartó a China y Pakistán como posibles sedes anfitrionas del mundial cuando delegó a Colombia como la sede oficial del mundial para octubre de 2024 en Bucaramanga. En unos pocos meses después la FIFUSA adelantó el mundial para septiembre aprovechando un carnaval que se celebraba alli

## Antecedentes

### Intentos y rumores de reactivar a la FIFUSA
Hacia mediados de 2015 se habían rumoreado sobre posibles intentos para refundar a la FIFUSA y no fue hasta 2022 que se hizo realidad la división en el fútbol de salón. En el 2021 se presentó un sismo en el fútbol de salón en Colombia cuando algunos clubes nacionales estaban inconformes con la políticas de la Federación Colombiana de Fútbol de Salón  creando así un sindicato llamado Asociación de Clubes de Fútbol de Salón (ACFS).
Asimismo en Argentina las relaciones de la AMF con la Confederación Argentina de Fútbol de Salón (CAFS) comenzaron a deteriorarse luego de los eventos ocurridos en el mundial de futsal en 2019 luego de los incidentes con la no llegada de Pakistán al torneo o las diferencias entre los directivos de la CAFS con el cuerpo técnico encabezado por el técnico argentino Ariel Avveduto y sus jugadores.

### Elecciones presidenciales de AMF en 2021
A finales de 2021, más específicamente en noviembre mientras se desarrollaba el mundial Sub-15 en Paraguay se realizaron las elecciones presidenciales de la AMF. Por un lado estaba Rolando Juan Alarcón Ríos buscando su sexto mandato y por el otro bando Bonettini deseaba ser presidente con Manuel Sánchez Aguirre como vicepresidente. Al final ganó Alarcón y sumo su sexto mandato como presidente de la AMF 2021-2025 y aquí fue un punto de inflexión porque esto no fue bien visto por Bonettini y Sánchez quienes luego de meses se fueron de la AMF para refundar a la FIFUSA.

### Altercado en el torneo zona sur
Mientras tanto en el campeonato sudamericano zona sur, en las semifinales entre Simón Bolívar de Paraguay y Colorado de Brasil se presentó un fuerte altercado que culminó con la expulsión de ambos equipos de la competencia. Esto no fue bien visto por la Confederación de Fútbol de Salón de Brasil, quien calificó de injusto estas medidas y poco tiempo después la CFSB se desafilió de la AMF.

### Primeros torneos contintentales de la FIFUSA
Luego se organizaron en Colombia dos torneos continentales y la AMF no lo consideró oficial. En el segundo de ellos los dirigentes refundaron a la FIFUSA retomando actividad desde el mundial de FIFUSA en el 2000.

### Las federaciones que llegan a la FIFUSA
Algunas selecciones que estaban en la AMF se pasaron a la FIFUSA como el caso de Argentina, Brasil, Francia, España, Venezuela y otros crearon una federación como Colombia, Ecuador, México, Australia, entre otros.

### Problemáticas en la nueva FIFUSA
Desgraciadamente para la FIFUSA no les fue bien debido a que pretendieron realizar el mundial femenino en noviembre del 2022 justo después de que concluyera el mundial femenino de AMF. Por falta de selecciones tuvieron que postergar el mundial hasta 2023 ya que solo tenían ocho selecciones (Argentina, Brasil, Colombia, Paraguay, Francia, Bangladés, Chile y Bolivia). Al final el torneo se realizó en marzo de 2023 con un total de 10 selecciones y algunas de ellas con dudosa procedencia y legalidad lo que derivó en un daño de imagen en la FIFUSA que arrastra a hoy en día.
También deseaban realizar en septiembre de 2023 el mundial Sub-20 pero se presentó el mismo problema que con el mundial femenino, la falta de selecciones ya que solo 4 habían aceptado la invitación (Argentina, Brasil, Colombia, México). Luego se postergó para febrero de 2024 esperando que llegaran más selecciones. Supuestamente iban a venir cinco selecciones más (República Democrática del Congo, Kenia, Ecuador, Chile y Francia), excluyendo a México para que al final confirmarán el mundial solo con 7 equipos, los equipos sudamericanos y los africanos. Aplazaron el mundial otra vez para marzo para conseguir otro cupo más pero para infortunio de la FIFUSA solo llegaron los 5 equipos sudamericanos y el mundial parecía un pentagonal sudamericano amistoso.
El primer mundial masculino que organizaría la nueva FIFUSA sería el Mundial FIFUSA 2024 rivalizando contra el Mundial AMF 2023, lo que pretendería dar inicio a una nueva disputa AMF vs. FIFUSA por el dominio del fútbol de salón. La FIFUSA tendría quince miembros en total, con dos países candidatos para acoger su torneo mundialista. China tendría más posibilidades que Pakistán de ser la anfitriona de este certamen según la información de la FIFUSA. Sin embargo, hay ciertos fuertes indicios de que este mundial podría ser suspendido debido a la falta de selecciones asociaciones miembro en la FIFUSA y todo se decidirá en la reunión que tienen programada en diciembre dónde se tomarían medidas para lidiar con los 3 campeonatos mundiales postergados en menos de un año (Sub-20, Sub-17 y mayores). Al final confirmaron que el mundial mayores se realizaría en Colombia a mediados de septiembre.
Después de tantos rumores sobre los clasificados para el mundial masculino hubo vários equipos supuestamente clasificados y fueron los siguientes
- Nueva Zelanda
- Emiratos Árabes Unidos
- Nicaragua
- Alemania
- Suiza

Estos siguientes países fueron anunciados por la FIFUSA como equipos participantes. Sin embargo, sin conocerse la razón por la cual no se presentaron al torneo:
- Paraguay
- India

Al final se dio a conocer por la FIFUSA los 20 equipos clasificados al mundial en Colombia.
- Argentina
- Australia
- Brasil
- Canadá
- Chile
- Colombia
- Costa Rica
- Ecuador
- España
- Estados Unidos
- Francia
- Guatemala
- Haití
- Kenia
- México
- Pakistán
- Panamá
- Perú
- República Checa
- República Democrática del Congo
- Venezuela

## Sede
La sede en la que se llevó a cabo el mundial fue en Santander, en Colombia y el estadio en el que se desarrollaron todos los partidos del torneo fue el Coliseo Bicentenario Alejandro Galvis Ramírez.
| Bucaramanga, Santander                        |
| Coliseo Bicentenario Alejandro Galvis Ramírez |
| Capacidad: 7.000                              |
|                                               |

## Calendario
Este fue el calendario de los partidos del mundial:
| FG | Fase de grupos | OF | Octavos de final | CF | Cuartos de final | SF | Semifinales | F | Finales |

| Septiembre de 2024     | 13 Vie | 14 Sáb | 15 Dom | 16 Lun | 17 Mar | 18 Mié | 19 Jue | 20 Vié | 21 Sáb | 22 Dom |
| ---------------------- | ------ | ------ | ------ | ------ | ------ | ------ | ------ | ------ | ------ | ------ |
| Fase (no. de partidos) | FG (4) |        | FG (5) | FG (6) | FG (8) | FG (5) | OF (8) | CF (4) | SF (2) | F (2)  |

## Polémicas
Bajo esta nueva era de la FIFUSA los torneos a nivel mundial no han estado exentos de polémicas hasta tal punto de que se ha considerado de que este mundial está lleno de fraudes, estafas que pone en tela de juicio la legalidad y legitimidad de la FIFUSA.
Asimismo este mundial en específico ha sido muy cuestionado por el gran margen de error que hay en la fase de grupos. Esto es porque FIFUSA prometió 20 selecciones y al final solo llegaron 17 equipos. No llegaron las selecciones de:
- Canadá: Clasificó porque Perú no pudo asistir pero supuestamente por un paro y una huelga que se presentó en Canadá no llegaron.
- Kenia: Problemas de VISA.
- República Democrática del Congo: Problemas de VISA.
- Perú: Estaba clasificado pero el paro camionero que sucedió en Colombia les truncó las posibilidades de llegar a suelo colombiano.

Sin embargo según una información extra de un periodista de Uruguay llamado Nicolás de León en su serie "FIFUSA, la gran estafa", la selección peruana estaban compuesta por jugadores colombianos desconocidos en el nivel de fútbol de salón en Colombia.
Igualmente las selecciones de Haití y Pakistán llegaron muy tarde no haciendo parte de la inauguración además de que la selección de Haití solo eran de cinco jugadores y dos de ellos eran de Canadá. También de que la selección de Costa Rica no tiene una liga profesional de fútbol de salón hace más de 15 años.
También el servicio de hotelería fue nefasta para la mayoría de selecciones tanto así que tuvieron que compartir pasajes de transporte algunos equipos. Además de que la nutrición e hidratación que le dan a los voluntarios y logística es paupérrima.
Además de que la selección de Estados Unidos no sabía que era el deporte pensando que era fútbol 7. Y algunos árbitros no sabían, confundiendo las reglas del fútbol de salón con las reglas de fútbol sala FIFA.
Y para sorpresa, algunos jugadores de la selección de Pakistán y cuerpo técnico fueron capturados y deportados por el ministerio de relaciones exteriores mientras que los asiáticos trataban de cumplir el sueño americano.
Por último la FIFUSA y la AMF usan el palmarés de la FIFUSA original (1982-1988) y la PANAFUTSAL (1991-2000). No se sabe quién tiene los derechos legales sobre las estadísticas de los siete mundiales que se disputaron entre el año 1982 hasta el año 2000.

## Equipos participantes
En cursiva, los equipos debutantes.
En negrita, el equipo anfitrión.
| Confederación                                     | Selección                       | Clasificación                      |
| ------------------------------------------------- | ------------------------------- | ---------------------------------- |
| Sudamérica (6 cupos)                              | Colombia                        | (Anfitrión) (Campeón) 2000         |
| Sudamérica (6 cupos)                              | Argentina                       | (Campeón) 2019 (Tercer lugar) 2000 |
| Sudamérica (6 cupos)                              | Brasil                          | (Subcampeón) 2019                  |
| Sudamérica (6 cupos)                              | Chile                           |                                    |
| Sudamérica (6 cupos)                              | Ecuador                         |                                    |
| Sudamérica (6 cupos)                              | Perú                            |                                    |
| Sudamérica (6 cupos)                              | Venezuela                       |                                    |
| FEF (Europa) (3 cupos)                            | España                          |                                    |
| FEF (Europa) (3 cupos)                            | Francia                         |                                    |
| FEF (Europa) (3 cupos)                            | República Checa                 |                                    |
| Norteamérica, Centroamérica y El Caribe (7 cupos) | Canadá                          |                                    |
| Norteamérica, Centroamérica y El Caribe (7 cupos) | Costa Rica                      |                                    |
| Norteamérica, Centroamérica y El Caribe (7 cupos) | Estados Unidos                  |                                    |
| Norteamérica, Centroamérica y El Caribe (7 cupos) | Guatemala                       |                                    |
| Norteamérica, Centroamérica y El Caribe (7 cupos) | Haití                           |                                    |
| Norteamérica, Centroamérica y El Caribe (7 cupos) | México                          |                                    |
| Norteamérica, Centroamérica y El Caribe (7 cupos) | Panamá                          |                                    |
| África (2 cupos)                                  | Kenia                           |                                    |
| África (2 cupos)                                  | República Democrática del Congo |                                    |
| Asia (1 cupo)                                     | Pakistán                        |                                    |
| Oceanía (1 cupo)                                  | Australia                       |                                    |

- Argentina venía de ser campeón del mundial AMF 2019 y al desafiliarse de la misma jugó el mundial de FIFUSA con el atenuante de ser campeón de la competencia.
- Se incluye y suman los goles de los partidos cancelados por escritorio debido a la falta de asistencia de los equipos de  Canadá,  Kenia y  República Democrática del Congo.
- Perú estaba previamente clasificado al mundial en el grupo A. Sin embargo por motivos desconocidos declinaron su participación del torneo y por esa razón se le quitó un cupo a Sudamérica.  Canadá tomó su lugar como también la zona de Norteamérica.
- Las selecciones de  Canadá,  Haití y  Pakistán no se presentaron en la primera fecha del torneo. Canadá y Haití tenían las delegaciones incompletas y Pakistán llegó dos días después de las inauguración del mundial.
- Las selecciones de  Kenia y  República Democrática del Congo no se presentaron al este torneo mundialista por temas de VISA o por problemas y dificultades económicas.
- Canadá al final no pudo llegar al mundial supuestamente por un paro de transporte aéreo debido a una huelga en su país natal.

## Sorteo
El sorteo fue el miércoles 14 de agosto de 2024 en el Salón Marfil del Club Unión de Bucaramanga. Con el anfitrión Colombia ubicado en la línea 1, sembrado en el grupo A.

### Líneas
| Línea 1                                       | Línea 2                   | Línea 3                                              | Línea 4                                    | Línea 5                                  |
| --------------------------------------------- | ------------------------- | ---------------------------------------------------- | ------------------------------------------ | ---------------------------------------- |
| Colombia (Grupo A) Argentina Brasil Venezuela | Chile Ecuador Panamá Perú | Haití Kenia Pakistán República Democrática del Congo | Costa Rica Estados Unidos Guatemala México | Australia España Francia República Checa |

- Canadá reemplazó a Perú justo después de realizarse el sorteo. Así que por esta razón no se coloca a Canadá ya que no estaba en el sorteo previamente.  Perú supuestamente no se pudo presentar al mundial según FIFUSA por la falta de transporte debido al paro camionero que se realizó en Colombia lo que dificultaba su viaje. Aunque se cree que la selección peruana en realidad era un combinado de jugadores colombianos y la razón de su ausencia del torneo era porque FIFUSA no quería repetir el papelón que cometieron con la selección boliviana en el mundial femenino y siguen acusados de fraude y estafa.

- Las selecciones de  Kenia y  República Democrática del Congo no se presentaron a este torneo mundialista ya sea por temas de VISA o por problemas y dificultades económicas.

### Grupos
Tras el sorteo, los grupos quedaron de la siguiente manera.
| Grupo A                                    | Grupo B                                 | Grupo C                                                                    | Grupo D                                  |
| ------------------------------------------ | --------------------------------------- | -------------------------------------------------------------------------- | ---------------------------------------- |
| Colombia Perú Kenia Estados Unidos Francia | Venezuela Chile Haití Costa Rica España | Argentina Panamá República Democrática del Congo Guatemala República Checa | Brasil Ecuador Pakistán México Australia |

- Debido a las ausencias de las selecciones de  Kenia y  República Democrática del Congo pierden sus partidos por (W.O.). A excepción de  Perú debido a que  Canadá tomó su lugar. Al final tampoco Canadá pudo llegar al torneo mundialista adjudicando su ausencia del torneo debido a un paro de transportes aéreo y/o terrestre.
- Por consiguiente la FIFUSA tomó cartas en el asunto debido a su urgencia. La selección de  Haití fue trasladada al grupo A y la selección de  Canadá fue traspasada al grupo B.

Debido a las situaciones y circunstancias que se presentaron en durante la primera fase del certamen del mundial, los grupos quedaron de la siguiente manera:
| Grupo A                                     | Grupo B                                  | Grupo C                                                                    | Grupo D                                  |
| ------------------------------------------- | ---------------------------------------- | -------------------------------------------------------------------------- | ---------------------------------------- |
| Colombia Haití Kenia Estados Unidos Francia | Venezuela Chile Canadá Costa Rica España | Argentina Panamá República Democrática del Congo Guatemala República Checa | Brasil Ecuador Pakistán México Australia |

Con las ausencias de los equipos de  Kenia,  Canadá y  República Democrática del Congo, los grupos quedaron de la siguiente manera.
| Grupo A                               | Grupo B                           | Grupo C                                    | Grupo D                                  |
| ------------------------------------- | --------------------------------- | ------------------------------------------ | ---------------------------------------- |
| Colombia Haití Estados Unidos Francia | Venezuela Chile Costa Rica España | Argentina Panamá Guatemala República Checa | Brasil Ecuador Pakistán México Australia |

## Primera fase
- Los horarios corresponden a la hora de Colombia (UTC-5).
- Ítems: Pts: puntos; J: jugados; G: ganados; E: empatados; P: perdidos; GF: goles a favor; GC: goles en contra; Dif: diferencia de goles.

### Grupo A
| Grupo A        | Pts | J | G | E | P | GF | GC | Dif |
| -------------- | --- | - | - | - | - | -- | -- | --- |
| Colombia       | 8   | 4 | 4 | 0 | 0 | 29 | 3  | +26 |
| Estados Unidos | 6   | 4 | 3 | 0 | 1 | 9  | 9  | 0   |
| Francia        | 4   | 4 | 2 | 0 | 2 | 13 | 7  | +6  |
| Haití          | 2   | 4 | 1 | 0 | 3 | 4  | 28 | -24 |
| Kenia          | 0   | 4 | 0 | 0 | 4 | 0  | 8  | -8  |

| 13 de septiembre de 2024 | Colombia | 7:0 (4:0) | Estados Unidos | Coliseo Bicentenario Alejandro Galvis Ramírez, Bucaramanga |  |
| 19:30                    |          |           |                |                                                            |  |

| 13 de septiembre de 2024 | Haití | 2:0 (W.O.) | Kenia | Coliseo Bicentenario Alejandro Galvis Ramírez, Bucaramanga |  |

- Equipo libre:  Francia.

| 15 de septiembre de 2024 | Colombia | 5:2 (5:0) | Francia | Coliseo Bicentenario Alejandro Galvis Ramírez, Bucaramanga |  |
| 19:30                    |          |           |         |                                                            |  |

| 15 de septiembre de 2024 | Kenia | 0:2 (W.O.) | Estados Unidos | Coliseo Bicentenario Alejandro Galvis Ramírez, Bucaramanga |  |

- Equipo libre:  Haití.

| 16 de septiembre de 2024 | Haití | 0:8 (0:5) | Francia | Coliseo Bicentenario Alejandro Galvis Ramírez, Bucaramanga |  |
| 22:30                    |       |           |         |                                                            |  |

| 16 de septiembre de 2024 | Colombia | 2:0 (W.O.) | Kenia | Coliseo Bicentenario Alejandro Galvis Ramírez, Bucaramanga |  |

- Equipo libre:  Estados Unidos.

| 17 de septiembre de 2024 | Colombia | 15:1 (9:1) | Haití | Coliseo Bicentenario Alejandro Galvis Ramírez, Bucaramanga |  |
| 19:30                    |          |            |       |                                                            |  |

| 17 de septiembre de 2024 | Estados Unidos | 2:1 (1:1) | Francia | Coliseo Bicentenario Alejandro Galvis Ramírez, Bucaramanga |  |
| 22:30                    |                |           |         |                                                            |  |

- Equipo libre:  Kenia.

| 18 de septiembre de 2024 | Estados Unidos | 5:1 (1:1) | Haití | Coliseo Bicentenario Alejandro Galvis Ramírez, Bucaramanga |  |
| 14:00                    |                |           |       |                                                            |  |

| 18 de septiembre de 2024 | Francia | 2:0 (W.O.) | Kenia | Coliseo Bicentenario Alejandro Galvis Ramírez, Bucaramanga |  |

- Equipo libre:  Colombia.

### Grupo B
| Grupo B    | Pts | J | G | E | P | GF | GC | Dif |
| ---------- | --- | - | - | - | - | -- | -- | --- |
| Venezuela  | 7   | 4 | 3 | 1 | 0 | 16 | 2  | +14 |
| España     | 7   | 4 | 3 | 1 | 0 | 16 | 5  | +11 |
| Chile      | 4   | 4 | 2 | 0 | 2 | 11 | 14 | -3  |
| Costa Rica | 2   | 4 | 1 | 0 | 3 | 5  | 19 | -14 |
| Canadá     | 0   | 4 | 0 | 0 | 4 | 0  | 8  | -8  |

| 13 de septiembre de 2024 | Venezuela | 6:1 (3:1) | Costa Rica | Coliseo Bicentenario Alejandro Galvis Ramírez, Bucaramanga |  |
| 15:00                    |           |           |            |                                                            |  |

| 13 de septiembre de 2024 | Chile | 2:0 (W.O.) | Canadá | Coliseo Bicentenario Alejandro Galvis Ramírez, Bucaramanga |  |

- Equipo libre:  España.

| 15 de septiembre de 2024 | Venezuela | 1:1 (0:1) | España | Coliseo Bicentenario Alejandro Galvis Ramírez, Bucaramanga |  |
| 15:30                    |           |           |        |                                                            |  |

| 15 de septiembre de 2024 | Canadá | 0:2 (W.O.) | Costa Rica | Coliseo Bicentenario Alejandro Galvis Ramírez, Bucaramanga |  |

- Equipo libre:  Chile.

| 16 de septiembre de 2024 | Chile | 4:5 (2:3) | España | Coliseo Bicentenario Alejandro Galvis Ramírez, Bucaramanga |  |
| 14:00                    |       |           |        |                                                            |  |

| 16 de septiembre de 2024 | Venezuela | 2:0 (W.O.) | Canadá | Coliseo Bicentenario Alejandro Galvis Ramírez, Bucaramanga |  |

- Equipo libre:  Costa Rica.

| 17 de septiembre de 2024 | Costa Rica | 0:8 (0:6) | España | Coliseo Bicentenario Alejandro Galvis Ramírez, Bucaramanga |  |
| 9:30                     |            |           |        |                                                            |  |

| 17 de septiembre de 2024 | Venezuela | 7:0 (5:0) | Chile | Coliseo Bicentenario Alejandro Galvis Ramírez, Bucaramanga |  |
| 12:30                    |           |           |       |                                                            |  |

- Equipo libre:  Canadá.

| 18 de septiembre de 2024 | Chile | 5:2 | Costa Rica | Coliseo Bicentenario Alejandro Galvis Ramírez, Bucaramanga |  |
| 21:00                    |       |     |            |                                                            |  |

| 18 de septiembre de 2024 | España | 2:0 (W.O.) | Canadá | Coliseo Bicentenario Alejandro Galvis Ramírez, Bucaramanga |  |

- Equipo libre:  Venezuela.

### Grupo C
| Grupo C                         | Pts | J | G | E | P | GF | GC | Dif |
| ------------------------------- | --- | - | - | - | - | -- | -- | --- |
| Argentina                       | 8   | 4 | 4 | 0 | 0 | 15 | 3  | +12 |
| Panamá                          | 6   | 4 | 3 | 0 | 1 | 22 | 6  | +16 |
| República Checa                 | 4   | 4 | 2 | 0 | 2 | 10 | 10 | 0   |
| Guatemala                       | 2   | 4 | 1 | 0 | 3 | 6  | 26 | -20 |
| República Democrática del Congo | 0   | 4 | 0 | 0 | 4 | 0  | 8  | -8  |

| 13 de septiembre de 2024 | Argentina | 7:1 (1:0) | Guatemala | Coliseo Bicentenario Alejandro Galvis Ramírez, Bucaramanga |  |
| 16:30                    |           |           |           |                                                            |  |

| 13 de septiembre de 2024 | Panamá | 2:0 (W.O.) | República Democrática del Congo | Coliseo Bicentenario Alejandro Galvis Ramírez, Bucaramanga |  |

- Equipo libre:  República Checa.

| 15 de septiembre de 2024 | Argentina | 3:0 (2:0) | República Checa | Coliseo Bicentenario Alejandro Galvis Ramírez, Bucaramanga |  |
| 17:00                    |           |           |                 |                                                            |  |

| 15 de septiembre de 2024 | República Democrática del Congo | 0:2 (W.O.) | Guatemala | Coliseo Bicentenario Alejandro Galvis Ramírez, Bucaramanga |  |

- Equipo libre:  Panamá.

| 16 de septiembre de 2024 | Panamá | 6:1 (1:1) | República Checa | Coliseo Bicentenario Alejandro Galvis Ramírez, Bucaramanga |  |
| 17:00                    |        |           |                 |                                                            |  |

| 16 de septiembre de 2024 | Argentina | 2:0 (W.O.) | República Democrática del Congo | Coliseo Bicentenario Alejandro Galvis Ramírez, Bucaramanga |  |

- Equipo libre:  Guatemala.

| 17 de septiembre de 2024 | Guatemala | 1:7 | República Checa | Coliseo Bicentenario Alejandro Galvis Ramírez, Bucaramanga |  |
| 14:00                    |           |     |                 |                                                            |  |

| 17 de septiembre de 2024 | Argentina | 3:2 (1:0) | Panamá | Coliseo Bicentenario Alejandro Galvis Ramírez, Bucaramanga |  |
| 17:00                    |           |           |        |                                                            |  |

- Equipo libre:  República Democrática del Congo.

| 18 de septiembre de 2024 | Guatemala | 2:12 (1:7) | Panamá | Coliseo Bicentenario Alejandro Galvis Ramírez, Bucaramanga |  |
| 9:30                     |           |            |        |                                                            |  |

| 18 de septiembre de 2024 | República Checa | 2:0 (W.O.) | República Democrática del Congo | Coliseo Bicentenario Alejandro Galvis Ramírez, Bucaramanga |  |

- Equipo libre:  Argentina.

### Grupo D
| Grupo D   | Pts | J | G | E | P | GF | GC | Dif |
| --------- | --- | - | - | - | - | -- | -- | --- |
| Brasil    | 8   | 4 | 4 | 0 | 0 | 37 | 3  | +34 |
| México    | 6   | 4 | 3 | 0 | 1 | 21 | 14 | +7  |
| Ecuador   | 4   | 4 | 2 | 0 | 2 | 22 | 8  | +14 |
| Australia | 2   | 4 | 1 | 0 | 3 | 12 | 10 | +2  |
| Pakistán  | 0   | 4 | 0 | 0 | 4 | 1  | 58 | -57 |

| 13 de septiembre de 2024 | Brasil | 10:1 (5:1) | México | Coliseo Bicentenario Alejandro Galvis Ramírez, Bucaramanga |  |
| 10:30                    |        |            |        |                                                            |  |

| 15 de septiembre de 2024 | Ecuador | 15:0 (10:0) | Pakistán | Coliseo Bicentenario Alejandro Galvis Ramírez, Bucaramanga |  |

- Equipo libre:  Australia.

| 15 de septiembre de 2024 | Brasil | 2:1 (2:1) | Australia | Coliseo Bicentenario Alejandro Galvis Ramírez, Bucaramanga |  |
| 14:00                    |        |           |           |                                                            |  |

| 16 de septiembre de 2024 | Pakistán | 0:11 | México | Coliseo Bicentenario Alejandro Galvis Ramírez, Bucaramanga |  |
| 21:00                    |          |      |        |                                                            |  |

- Equipo libre:  Ecuador.

| 16 de septiembre de 2024 | Ecuador | 3:0 (1:0) | Australia | Coliseo Bicentenario Alejandro Galvis Ramírez, Bucaramanga |  |
| 15:30                    |         |           |           |                                                            |  |

| 16 de septiembre de 2024 | Brasil | 22:0 (10:0) | Pakistán | Coliseo Bicentenario Alejandro Galvis Ramírez, Bucaramanga |  |
| 12:30                    |        |             |          |                                                            |  |

- Equipo libre:  México.

| 17 de septiembre de 2024 | Brasil | 3:1 (1:1) | Ecuador | Coliseo Bicentenario Alejandro Galvis Ramírez, Bucaramanga |  |
| 15:30                    |        |           |         |                                                            |  |

| 17 de septiembre de 2024 | México | 4:1 (1:1) | Australia | Coliseo Bicentenario Alejandro Galvis Ramírez, Bucaramanga |  |
| 21:00                    |        |           |           |                                                            |  |

- Equipo libre:  Pakistán.

| 18 de septiembre de 2024 | Australia | 10:1 | Pakistán | Coliseo Bicentenario Alejandro Galvis Ramírez, Bucaramanga |  |
| 17:00                    |           |      |          |                                                            |  |

| 18 de septiembre de 2024 | México | 5:3 | Ecuador | Coliseo Bicentenario Alejandro Galvis Ramírez, Bucaramanga |  |
| 19:30                    |        |     |         |                                                            |  |

- Equipo libre:  Brasil.

## Segunda fase

### Cuadro de desarrollo
|  | Octavos de Final | Octavos de Final |           |    | Cuartos de Final | Cuartos de Final |  |  | Semifinales | Semifinales |  |  | Final | Final |
|  |                  |                  |           |    |                  |                  |  |  |             |             |  |  |       |       |
|  |                  |                  |           |    |                  |                  |  |  |             |             |  |  |       |       |
|  |                  |                  |           |    |                  |                  |  |  |             |             |  |  |       |       |
|  | Colombia         | 7                |           |    |                  |                  |  |  |             |             |  |  |       |       |
|  | Colombia         | 7                |           |    |                  |                  |  |  |             |             |  |  |       |       |
|  | Australia        | 0                |           |    |                  |                  |  |  |             |             |  |  |       |       |
|  | Australia        | 0                | Colombia  | 8  |                  |                  |  |  |             |             |  |  |       |       |
|  |                  |                  | Colombia  | 8  |                  |                  |  |  |             |             |  |  |       |       |
|  |                  | México           | 0         |    |                  |                  |  |  |             |             |  |  |       |       |
|  | México           | México           | 0         | 4  |                  |                  |  |  |             |             |  |  |       |       |
|  | México           |                  |           | 4  |                  |                  |  |  |             |             |  |  |       |       |
|  | Francia          | 1                |           |    |                  |                  |  |  |             |             |  |  |       |       |
|  | Francia          | 1                | Colombia  | 3  |                  |                  |  |  |             |             |  |  |       |       |
|  |                  |                  | Colombia  | 3  |                  |                  |  |  |             |             |  |  |       |       |
|  |                  | Venezuela        | 0         |    |                  |                  |  |  |             |             |  |  |       |       |
|  | Venezuela        | Venezuela        | 0         | 10 |                  |                  |  |  |             |             |  |  |       |       |
|  | Venezuela        |                  |           | 10 |                  |                  |  |  |             |             |  |  |       |       |
|  | Guatemala        | 1                |           |    |                  |                  |  |  |             |             |  |  |       |       |
|  | Guatemala        | 1                | Venezuela | 5  |                  |                  |  |  |             |             |  |  |       |       |
|  |                  |                  | Venezuela | 5  |                  |                  |  |  |             |             |  |  |       |       |
|  |                  | Panamá           | 3         |    |                  |                  |  |  |             |             |  |  |       |       |
|  | Panamá           | Panamá           | 3         | 8  |                  |                  |  |  |             |             |  |  |       |       |
|  | Panamá           |                  |           | 8  |                  |                  |  |  |             |             |  |  |       |       |
|  | Chile            | 2                |           |    |                  |                  |  |  |             |             |  |  |       |       |
|  | Chile            | 2                | Colombia  | 2  |                  |                  |  |  |             |             |  |  |       |       |
|  |                  |                  | Colombia  | 2  |                  |                  |  |  |             |             |  |  |       |       |
|  |                  | Brasil           | 1         |    |                  |                  |  |  |             |             |  |  |       |       |
|  | Argentina        | Brasil           | 1         | 13 |                  |                  |  |  |             |             |  |  |       |       |
|  | Argentina        |                  |           | 13 |                  |                  |  |  |             |             |  |  |       |       |
|  | Costa Rica       | 1                |           |    |                  |                  |  |  |             |             |  |  |       |       |
|  | Costa Rica       | 1                | Argentina | 3  |                  |                  |  |  |             |             |  |  |       |       |
|  |                  |                  | Argentina | 3  |                  |                  |  |  |             |             |  |  |       |       |
|  |                  | España           | 1         |    |                  |                  |  |  |             |             |  |  |       |       |
|  | España           | España           | 1         | 5  |                  |                  |  |  |             |             |  |  |       |       |
|  | España           |                  |           | 5  |                  |                  |  |  |             |             |  |  |       |       |
|  | República Checa  | 1                |           |    |                  |                  |  |  |             |             |  |  |       |       |
|  | República Checa  | 1                | Argentina | 2  |                  |                  |  |  |             |             |  |  |       |       |
|  |                  |                  | Argentina | 2  |                  |                  |  |  |             |             |  |  |       |       |
|  |                  | Brasil           | 3         |    | Tercer lugar     | Tercer lugar     |  |  |             |             |  |  |       |       |
|  | Brasil           | Brasil           | 3         | 9  | Tercer lugar     | Tercer lugar     |  |  |             |             |  |  |       |       |
|  | Brasil           |                  |           | 9  |                  |                  |  |  |             |             |  |  |       |       |
|  | Haití            | 0                |           |    |                  |                  |  |  |             |             |  |  |       |       |
|  | Haití            | 0                | Brasil    | 3  | Venezuela        | 2                |  |  |             |             |  |  |       |       |
|  |                  |                  | Brasil    | 3  | Venezuela        | 2                |  |  |             |             |  |  |       |       |
|  |                  | Ecuador          | 2         |    | Argentina        | 0                |  |  |             |             |  |  |       |       |
|  | Estados Unidos   | Ecuador          | 2         | 3  | Argentina        | 0                |  |  |             |             |  |  |       |       |
|  | Estados Unidos   |                  |           | 3  |                  |                  |  |  |             |             |  |  |       |       |
|  | Ecuador          | 4                |           |    |                  |                  |  |  |             |             |  |  |       |       |
|  | Ecuador          | 4                |           |    |                  |                  |  |  |             |             |  |  |       |       |

### Octavos de final
| 19 de septiembre de 2024                                                                                     | Brasil | 9:0 (9:0) | Haití | Coliseo Bicentenario Alejandro Galvis Ramírez, Bucaramanga |  |
| 9:30 |        |           |       |                                                            |  |
| Hay rumores sobre que el partido entre Brasil y Haití solo se jugó el primer período y tiempo del encuentro. |        |           |       |                                                            |  |

| 19 de septiembre de 2024 | Argentina | 13:1 (3:1) | Costa Rica | Coliseo Bicentenario Alejandro Galvis Ramírez, Bucaramanga |  |
| 11:00                    |           |            |            |                                                            |  |

| 19 de septiembre de 2024 | Estados Unidos | 3:4 (0:2) | Ecuador | Coliseo Bicentenario Alejandro Galvis Ramírez, Bucaramanga |  |
| 12:30                    |                |           |         |                                                            |  |

| 19 de septiembre de 2024 | México | 4:1 (1:1) | Francia | Coliseo Bicentenario Alejandro Galvis Ramírez, Bucaramanga |  |
| 14:00                    |        |           |         |                                                            |  |

| 19 de septiembre de 2024 | España | 5:1 (1:0) | República Checa | Coliseo Bicentenario Alejandro Galvis Ramírez, Bucaramanga |  |
| 15:30                    |        |           |                 |                                                            |  |

| 19 de septiembre de 2024 | Panamá | 8:2 (5:0) | Chile | Coliseo Bicentenario Alejandro Galvis Ramírez, Bucaramanga |  |
| 17:00                    |        |           |       |                                                            |  |

| 19 de septiembre de 2024 | Colombia | 7:0 (2:0) | Australia | Coliseo Bicentenario Alejandro Galvis Ramírez, Bucaramanga |  |
| 19:30                    |          |           |           |                                                            |  |

| 19 de septiembre de 2024 | Venezuela | 10:1 (5:1) | Guatemala | Coliseo Bicentenario Alejandro Galvis Ramírez, Bucaramanga |  |
| 21:00                    |           |            |           |                                                            |  |

### Cuartos de final
| 20 de septiembre de 2024 | Brasil | 3:2 (2:1) | Ecuador | Coliseo Bicentenario Alejandro Galvis Ramírez, Bucaramanga |  |
| 14:00                    |        |           |         |                                                            |  |

| 20 de septiembre de 2024 | Venezuela | 5:3 (3:1) | Panamá | Coliseo Bicentenario Alejandro Galvis Ramírez, Bucaramanga |  |
| 16:00                    |           |           |        |                                                            |  |

| 20 de septiembre de 2024 | Argentina | 3:1 (0:0) | España | Coliseo Bicentenario Alejandro Galvis Ramírez, Bucaramanga |  |
| 18:00                    |           |           |        |                                                            |  |

| 20 de septiembre de 2024 | Colombia | 8:0 (5:0) | México | Coliseo Bicentenario Alejandro Galvis Ramírez, Bucaramanga |  |
| 20:00                    |          |           |        |                                                            |  |

### Semifinales
| 21 de septiembre de 2024 | Argentina | 2:3 (0:1) | Brasil | Coliseo Bicentenario Alejandro Galvis Ramírez, Bucaramanga |  |
| 17:00                    |           |           |        |                                                            |  |

| 21 de septiembre de 2024 | Colombia | 3:0 (1:0) | Venezuela | Coliseo Bicentenario Alejandro Galvis Ramírez, Bucaramanga |  |
| 19:30                    |          |           |           |                                                            |  |

### Partido Amistoso
| 21 de septiembre de 2024 | Australia | 0:4 | Francia | Coliseo Bicentenario Alejandro Galvis Ramírez, Bucaramanga |  |
| 12:30                    |           |     |         |                                                            |  |

### Tercer puesto
| 22 de septiembre de 2024 | Argentina | 0:2 (0:2) | Venezuela | Coliseo Bicentenario Alejandro Galvis Ramírez, Bucaramanga |  |
| 16:00                    |           |           |           |                                                            |  |

### Final
| 22 de septiembre de 2024 | Colombia | 2:1 (1:0) | Brasil | Coliseo Bicentenario Alejandro Galvis Ramírez, Bucaramanga |  |
| 19:30                    |          |           |        |                                                            |  |

|                              |
| Bandera de Colombia          |
| Campeón Colombia 2.do Título |

## Medallero
|          |        |           |
| Colombia | Brasil | Venezuela |

## Tabla general
| Pos. | Equipo                          | Pts | J | G | E | P | GF | GC | Dif. | Rend.  |
| ---- | ------------------------------- | --- | - | - | - | - | -- | -- | ---- | ------ |
| 1    | Colombia                        | 16  | 8 | 8 | 0 | 0 | 49 | 4  | +45  | 100%   |
| 2    | Brasil                          | 14  | 8 | 7 | 0 | 1 | 53 | 9  | +44  | 87,5%  |
| 3    | Venezuela                       | 13  | 8 | 6 | 1 | 1 | 33 | 9  | +24  | 81,25% |
| 4    | Argentina                       | 12  | 8 | 6 | 0 | 2 | 33 | 10 | +23  | 75%    |
| 5    | España                          | 9   | 6 | 4 | 1 | 1 | 22 | 9  | +13  | 75%    |
| 6    | Panamá                          | 8   | 6 | 4 | 0 | 2 | 33 | 13 | +20  | 66,6%  |
| 7    | México                          | 8   | 6 | 4 | 0 | 2 | 25 | 23 | +2   | 66,6%  |
| 8    | Ecuador                         | 6   | 6 | 3 | 0 | 3 | 28 | 14 | +14  | 50%    |
| 9    | Estados Unidos                  | 6   | 5 | 3 | 0 | 2 | 12 | 13 | -1   | 60%    |
| 10   | Francia                         | 4   | 5 | 2 | 0 | 3 | 14 | 11 | +3   | 40%    |
| 11   | República Checa                 | 4   | 5 | 2 | 0 | 3 | 11 | 15 | -4   | 40%    |
| 12   | Chile                           | 4   | 5 | 2 | 0 | 3 | 13 | 22 | -9   | 40%    |
| 13   | Australia                       | 2   | 5 | 1 | 0 | 4 | 12 | 17 | -5   | 20%    |
| 14   | Costa Rica                      | 2   | 5 | 1 | 0 | 4 | 6  | 32 | -26  | 20%    |
| 15   | Guatemala                       | 2   | 5 | 1 | 0 | 4 | 7  | 36 | -29  | 20%    |
| 16   | Haití                           | 2   | 5 | 1 | 0 | 4 | 4  | 37 | -33  | 20%    |
| 17   | Pakistán                        | 0   | 4 | 0 | 0 | 4 | 1  | 58 | -57  | 0%     |
| 18   | Canadá                          | 0   | 4 | 0 | 0 | 4 | 0  | 8  | -8   | 0%     |
| 19   | Kenia                           | 0   | 4 | 0 | 0 | 4 | 0  | 8  | -8   | 0%     |
| 20   | República Democrática del Congo | 0   | 4 | 0 | 0 | 4 | 0  | 8  | -8   | 0%     |

## Premios y reconocimientos

### Goleador
| Jugador   | Selección | Goles |
| --------- | --------- | ----- |
| Wallabace | Brasil    | 11    |

### Mejor jugador
| Jugador      | Selección |
| ------------ | --------- |
| Germán Batiz | Argentina |

- Para el periodismo que cubrió el torneo, Bryan Ángel, jugador de la selección de fútbol de salón de  Colombia, fue el jugador más destacado del mundial de futsal.[14]

### Valla menos vencida
| Jugador                       | Selección | Goles |
| ----------------------------- | --------- | ----- |
| Duván Mosquera y Félix García | Colombia  | 4     |

### Selección más correcta
| Premio       | Selección |
| ------------ | --------- |
| Juego limpio | Pakistán  |